# 林康子
林 康子（はやし やすこ、1943年7月19日 - ）は、ソプラノ歌手。香川県東かがわ市出身。夫はバス歌手のジャンニコラ・ピリウッチ。藤原歌劇団団員。

## 経歴
香川県立高松高等学校から東京芸術大学を経て同大学院修了後、ミラノ・ヴェルディ音楽院、スカラ座のオペラ研修所に留学。柴田睦陸、ニコラ・ルッチ、リア・グァリーニに師事。
1968年日伊声楽コンコルソ第一位、1970年モンティキァーリ国際コンクールおよびパルマ国際オペラ歌手コンクール第一位、1971年ロニーゴ国際コンクール第一位、1972年イタリア国営放送ロッシーニ生誕180周年記念コンクール第一位。1982年イタリア金の射手座賞、1983年毎日芸術賞、1988年サントリー音楽賞を受賞。2006年11月紫綬褒章受章。
2014年11月旭日小綬章受章。
1997年より母校の東京藝術大学にて後進の指導にあたった。カルロス・クライバー、ホセ・カレーラスらをはじめ著名な指揮者・歌手と共演。
1972年にミラノのスカラ座での公演に、ジャコモ・プッチーニのオペラ「蝶々夫人」の蝶々夫人役で日本人としては初めて出演。

## 著書
- 『スカラ座から世界へ』南條年章共著 フリースペース 2015